# John Alick
John Alick (ur. 25 kwietnia 1991 w Luganville) – vanuacki piłkarz grający na pozycji pomocnika w salomońskim klubie Solomon Warriors oraz reprezentacji Vanuatu.

## Kariera
W swojej karierze grał także w Hekari United oraz w vanuackich klubach: Malampa Revivors i Erakor Golden Star. 
W reprezentacji Vanuatu zadebiutował 23 listopada 2017 w meczu z Estonią. Został powołany na Puchar Narodów Oceanii 2024, gdzie zdobył z drużyną srebrny medal. Pierwsze dwa gole w kadrze zdobył 12 października 2024 w starciu z Samoa w ramach eliminacji do Mistrzostw Świata 2026.